# Marc Bruyninx
Marc Bruyninx, né le 21 janvier 1959 à Auderghem (province de Brabant), est un auteur de bande dessinée, storyboarder et illustrateur belge.

## Biographie
Marc Bruyninx naît le 21 janvier 1959 à Auderghem,, une commune bruxelloise. Il vit une expérience dans la marine marchande, puis il se dirige vers la section bande dessinée de l’Institut Saint-Luc de Bruxelles où il suit un graduat en arts plastiques.
C'est en 1989 que le jeune dessinateur, Marc Bruyninx adapte en bande dessinée de manière totalement libre le roman L'Adieu au roi de l'écrivain Pierre Schoendoerffer, réalisateur du Crabe-tambour, de La 317e Section et de L'Honneur d'un capitaine, à la suite du renoncement quelques années auparavant d'Hermann rebuté devant la tâche : les séquences psychologiques, lui semblent impossible à traduire par le dessin. 
Ce one shot est publié dans la collection « Grafica » aux éditions Glénat.
Deux ans plus tard, il réalise seul la première partie d'un triptyque Max intitulée Le Rêve pluie publiée dans la même collection chez le même éditeur. Le deuxième volet Bleu d'orient paraît en 1993 tandis qu'il clôt ce roman graphique avec D'Arcadie et d'ailleurs en 1995. Cette série met en scène Max, un jeune homme abandonné et démuni du côté de la mer Rouge et qui doit se débrouiller pour retourner en Allemagne, elle est qualifiée d'« exotisme psychologique » par le BDM Trésors de la bande dessinée. Elle est traduite en allemand.
Par la suite, il ne publie plus de bandes dessinées.
Comme artiste, il réalise l'illustration de la sérigraphie Max et les Chèvres éditée par la librairie bruxelloise Forbidden Zone au milieu des années 1990.
Comme storyboarder, on lui doit le storyboard du clip publicitaire Wodka Smirnoff ainsi que sa participation aux côtés de Charel Cambré au film d'animation Till l'espiègle du réalisateur Eberhard Junkersdorf en 2003.
Comme illustrateur, il participe aux ouvrages La Communication facile au quotidien de Pascal Ménard dans la collection « Guide pratique Marabout » aux éditions Marabout en 1997 ainsi que Le Tandem tempo de Marise Vanderwalle et Aubert Verdonck aux éditions Van In en 2020.

## Œuvres

### Albums de bande dessinée
- 1. L'Adieu au roi, Glénat, coll. « Grafica », Grenoble, septembre 1989
Scénario et dessin : Marc Bruyninx - Couleurs : quadrichromie -  (ISBN 2723411001)

#### Max
- 1. Le Rêve pluie[6],[13], Glénat, coll. « Grafica », Grenoble, août 1991
Scénario et dessin : Marc Bruyninx - Couleurs : quadrichromie -  (ISBN 2-7234-1307-1)
- 2. Bleu d'orient, Glénat, coll. « Grafica », Grenoble, mai 1993
Scénario et dessin : Marc Bruyninx - Couleurs : quadrichromie -  (ISBN 2-7234-1576-7)
- 3. D'Arcadie et d'ailleurs, Glénat, coll. « Grafica », Grenoble, mai 1995
Scénario et dessin : Marc Bruyninx - Couleurs : quadrichromie -  (ISBN 2723417344)

### Illustrations
- La Communication facile au quotidien de Pascal Ménard, Marabout, coll. « Guide pratique Marabout », Paris, 1997  (ISBN 2-501-02879-1)
- Le Tandem tempo Tandem tempo. 4 : Leerwerkboek, auteurs : Marise Vanderwalle et Aubert Verdonck, Van In, Wommelgem, 2020  (ISBN 978-90-306-9495-3).

### Filmographie
- Till l'espiègle[12], comme storyboarder de Eberhard Junkersdorf (2003).

#### Livres
: document utilisé comme source pour la rédaction de cet article.
- Jean Pirotte (dir.) et Luc Courtois, Du régional à l'universel. : L'imaginaire wallon dans la bande dessinée., Louvain-la-Neuve, Fondation wallonne Pierre-Marie et Jean-François Humblet, 1999, 310 p. (ISBN 978-2-9600072-3-7 et 2960007239, OCLC 1075833932), p. 208.  lire sur Google Livres
- Jacques Fiérain, « Bruyninx, Marc », dans La BD à Bruxelles et en Brabant, Charleroi, Éd. l'Âge d'or, avril 2003, 144 p., ill. ; 31 cm (ISBN 9782960119664 et 2960119665, OCLC 470388171, présentation en ligne), p. 16. .
- Philippe Mellot, Michel Denni, Laurent Turpin et Isabelle Morzadec, Trésors de la bande dessinée : BDM 2023-2024 - Catalogue encyclopédique et Argus, Paris, Les Arènes, novembre 2022, 23e éd., 1677 p., ill. ; 23 cm (ISBN 9791037507280, OCLC 1351462460, présentation en ligne), p. 30, 810. .